# Invincible (cuirassé)
Pour les autres navires du même nom, voir Invincible (navire).
L'Invincible est une frégate cuirassée de classe Gloire lancée en 1861 pour la Marine française.